# Agustín Díaz de Mera García Consuegra
Agustín Díaz de Mera García Consuegra (n. 27 septembrie 1947, Daimiel, Castilia-La Mancha, Spania) este un om politic spaniol, membru al Parlamentului European în perioada 2004-2009 din partea Spaniei.
1. ↑  Deputații în Parlamentul European
2. 1 2   http://www.assembly.coe.int/nw/xml/AssemblyList/MP-Details-EN.asp?MemberID=3009 Lipsește sau este vid: |title= (ajutor)
3. ↑   http://www.congreso.es/portal/page/portal/Congreso/Congreso/Diputados/BusqForm?_piref73_1333155_73_1333154_1333154.next_page=/wc/fichaDiputado?idDiputado=2&idLegislatura=5, accesat în 23 noiembrie 2017 Lipsește sau este vid: |title= (ajutor)